# أحكام أهل الذمة
أحكام أهل الذمة كتاب من كتب الفقه والسياسة الشرعية، ألفه ابن قيم الجوزية (691 هـ 751 هـ - 1292 1349)، يتناول الكتاب أحكام أهل الذمة من اليهود والنصارى مع سرد مقدمة لأصناف الكفار، يعرج المؤلف في بحثه على مسائل علاقة المسلمين مع أهل الكتاب في أعيادهم ونكاحهم ومبايعتهم ومواريثهم ومعاشرتهم، ويحتوي الكتاب على 279 فصل يبدأ بفصل الجزية وينتهي بفصل سب النبي وأصحابه، ويعتبر الكتاب من الكتب والأسفار الكبيرة حيث يقع في 1748 صفحة؛ ويعد الكتاب من أكبر وأفضل الكتب الإسلامية المختصة في أحكام أهل الذمة.
وكان سبب تأليف الكتاب هو سؤال وجه لابن قيم الجوزية عن كيفية الجزية الموضوعة على أهل الذمة بالبلاد الإسلامية، وسبب وضعها وعن مقدار ما يؤحذ من الأغنياء ومن المتوسطين ومن الفقراء، وعن حد الغني والمتوسط والفقير منها، وهل يثاء أولياء أمور المسلمين أمدهم الله تعالى على الزامهم بها وعلى حسب حالهم أم لأ، وهل يؤخذ من الغني والمتوسط والفقير.

## أهمية الكتاب
- جمع فيه ابن القيام الأحكام المتفرقة المختلفة حول هذا الموضوع، بعد أن كان يوضع أحد موضوعاتها كفصلٍ في كتاب. أو يكتب كتاب عن موضوع أو بضعة مواضيع منها، دون جمعها، مما جعله مرجعًا ذا أهمية كبيرة في هذا الشأن.
- لم يكتفي ابن القيم بذكر التعاملات معهم، بل تحدث عن عقيدتهم ومآلهم يوم القيامة.
- فصَّل في المسائل المتفرقة، متحدثًا عن حالات مختلفة قد تطرأ في التعامل مع أهل الذمة.
- وجود أهل الذمة في بلاد المسلمين، سابقًا وحاليًا، فعلى المسلم العادي كما الحاكم معرفة ما عليه من حيث تعامله معهم.

## منهج ابن القيم في الكتاب
- كتب ابن القيم كتابه على فصول، وصلت حتى 279 فصلًا في مواضيع شتى.
- جمع ابن القيم في الكتاب أحاديث النبي، بالإضافة لأحكام أخرى، كالشروط العمرية.
- كان في بعض الأحيان يلجأ لحل بعض المسائل على عدد من الأحاديث المرفوعة والضعيفة والآثار المنقولة، ويشير أحيانًا لضعفها، ويبين سببه، بل ويفصل في ذلك.
- كان يعتمد عمومًا مذهبه (مذهب الإمام أحمد بن حنبل) لكن دون تعصب، فإن وجد في مسألةٍ ما القول في مذهبٍ آخر أقرب للدليل أخذ به دون مذهبه.

## إحاطة الكتاب بالمسائل المختلفة
جمع ابن القيم مختلف المسائل التي تحدث فيها الفقهاء في هذا الشأن، فلم يقتصر فقط على وجوب الجزية من عدمها، بل فصل جميع نواحي الحياة، ففما تحدث فيه: فصل فيه ابن القيم أحكام أهل الذمة وفق فرقهم، كنصارى بني تغلب، ثم السامرة والصابئة. ناقش بعض آراء فرق أهل الذمة، كالسامرة والصابئة. ناقش آراء المتكلمين. مثل تأويلهم لحديث الفطرة، وغيرها من المسائل المتعلقة بالأمر. أفرد بابًا خاصًا بالخراج، وأدخل فيه الفروع المهمة على الأصول، وأبان فيه ما في الجزية والخراج من اتفاق واختلاف، وغيرها من المسائل. بيَّن أن المجوس تؤخذ منهم الجزية، وتُسن فيهم سنة أهل الكتاب. بيَّن بطلان ادعاء يهود خيبر إسقاطَ النبي عنهم الجزية بكتابٍ كتبه لهم. حدد فيه الأمكنة التي يمنع أهل الذمة من دخولها، أو الإقامة فيها. بيَّن فيه كيفية التعامل مع أهل الذمة عند لقائهم. وفصل فيه عيادتهم وحضور جنائزهم وتعزيتهم وتهنئتهم، حتى أنه فصَّل في دفن الكافرة إذا ماتت وهي حامل بطفلٍ مسلم. شدد على منع تولية أهل الذمة أمور المسلمين. كتب بابًا خاصًا في الذبائح، وفصَّل فيه. فصَّل أحكام التعامل معهم، من بيعٍ وشراءٍ وتجارة. فصَّل طويلًا في حكم النكاح منهم، والمهر وولايتهم في التزويج. أفرد بابًا في أحكام الميراث بهذا الشأن. بيَّن أيضًا بعض الأحكام الفقهية والعقائدية، مثل مآلهم يوم القيامة، أي لم يكتفي بكتابة أسس التعامل، إنما دخل للعقيدة. كتب فيه أيضًا الشروط العمرية، وهي الشروط التي اشترطها عمر بن الخطاب رضي الله عنه على أهل الذمة. وزعها على 6 فصول:
- الفصل الأول: يتحدث عن أحكام البيع والكنائس والصوامع وما يتعلق بها.
- الفصل الثاني: يتحدث عن إظهار منكراتهم، من أفعالٍ أو أقوال.
- الفصل الثالث: تمييزهم عن المسلمين في اللباس والركوب وغيره.
- الفصل الرابع: يتحدث عن شراكتهم مع المسلمين.
- الفصل الخامس: يتحدث في أحكام ضيافتهم للمارة.
- الفصل السادس: يتحدث عن ضرر المسلمين والإسلام منهم. والذي ينقسم إلى 6 أقسام: الأول فيما ينقض العهد وما لا ينقضه، والثاني هل يجري حكم الشروط العمرية على الذميين إن لم يشترطها الإمام في ذلك الوقت، والثالث هل يجب اشتراط الإمام في ذلك الوقت لتلك الشروط لينتقض العهد؟

شمل الكتاب على 8 محاور:
- المحور الأول: علاقة الدولة الإسلامية بأهل الذمة: من تدبير أمورهم وإقامة أحكام الشرع عليهم، وعدم توليهم المناصب.
- المحور الثاني: علاقة أهل الذمة بالبلاد الإسلامية: فبين ما يحل لهم دخوله منها وما يحرم عليهم. وبين أحكام بيعهم وكنائسهم وما إلى ذلك من علاقتهم بالبلد الإسلامي.
- المحور الثالث: بيان الأمور التي تنقض عهد أهل الذمة مع المسلمين.
- المحور الرابع: تعامل المسلمين مع أهل الذمة: من تجارة وبيع وشراء ونكاح وغيرها من الأمور.
- المحور الخامس: علاقة أهل الذمة بالمسلمين: من ضيافتهم وتميزهم عنهم في اللباس والركوب وغير ذلك.
- المحور السادس: علاقة أهل الذمة بعضهم ببعض.
- المحور السابع: مآل أهل الكتاب وأبنائهم في الآخرة.
- المحور الثامن: بيان المشتبه بأمره، أهو من أهل الذمة أم لا، مثل المجوس وتفرعات اليهود والنصارى.

## مؤلفات أخرى في أحكام أهل الذمة
لما كان هذا الأمر في غاية الأهمية، وخصوصًا في عصر الخلافة الإسلامية، كان لا بد من اهتمام علماء المسلمين به، لذلك برعوا في تأليف الفصول والكتب حول هذا الأمر، ومنها:
- أكثر من عمل في ذلك كانوا قد خصصوا بابًا في كتبهم في هذا المجال، يتعلق بموضوع الكتاب نفسه، وخصوصًا في موضوع الجزية والخراج، ومن تلك الكتاب: كتاب وكتاب «بداية المجتهد» لابن رشد القرطبي، وكتاب «المغني» لابن قدامة المقدسي، وكتاب «الأم» للشافعي، ومختصر المزني، و«المحلى» لابن حزم الأندلسي، والمسائل الفقهية للقاضي أبي يعلى الفراء، والعدة شرح العمدة لبهاء الدين المقدسي، وغيرها الكثير.
- وهنالك من صنف كتابًا خاصًا في أهل الذمة، مثل: كتاب الخراج للقاضي أبي يوسف يعقوب بن إبراهيم، وهنالك كتاب آخر تحت نفس الاسم كتاب الخراج ليحيى بن آدم القرشي. كتاب أحكام أهل الملل لأبي بكر أحمد بن محمد الخلال. وهو جزء من كتابه الجامع لمسائل الإمام أحمد بن حنبل. كتاب الأحكام السلطانية والولايات الدينية لعلي بن محمد بن حبيب البصري البغدادي الماوردي. كتاب الأحكام السلطانية لأبو يعلى الفراء. كتاب الاستخراج لأحكام الخراج لعبد الرحمن بن أحمد بن رجب الحنبلي. واعتنى المسلمون بهذه الكتب، وأخضعوها للدراسات وتحقيقات.

## أهم الكتب التي اعتمد عليها ابن القيم
كتب قبل ابن القيم عدد من العلماء كتبًا في هذا المجال، إلا أنها لم تكن شاملة ككتابه، فاستفاد من تلك الكتب وجمع ما فيها في كتابه، وأهم تلك المراجع التي اعتمد عليها:
- كتاب «الأموال»، لأبي عبيد القاسم بن سلام، وأغلب باب الجزية نقله منه.
- كتاب «المغني» لابن قدامة المقدسي، نقل منه الكثير في كتابه في فصولٍ شتى. ويبين منه مذهب الحنابلة.
- كتاب «الجامع في فقه الإمام أحمد» لأبي بكر الخلال، واستخدمه في نقل الكثير من آراء الإمام أحمد في مختلف المسائل والروايات.
- كتاب «الصارم المسلول على شاتم الرسول» لابن تيمية. واستفاد منه في المسائل التي تخص انتقاض عهد أهل الذمة عند المسلمين ممن شتم النبي أو تحدث في الله تعالى بما لا يليق.
- نقل عن ابن تيمية الكثير في هذا الكتاب، من كتبٌ شتى من كتبه دون أن يحدد من أي كتابٍ كان ينقل.
- كتاب «الأحكام السلطانية» لأبي يعلى الفراء. واستفاد منه كثيرًا في باب الخراج، وأنواع الأراضي التي يؤخذ منها الخراج.
- كتاب الأحكام السلطانية للماوردي، واستفاد منه قليلًا في أحكام الخراج.
- كتاب الأم لمحمد بن إدريس الشافعي: استفاد منه في مسائل متنوعة في فصولٍ متفرقة.

## مخطوطات الكتاب
اعتمد في طبعة دار عالم الفوائد في مكة على المخطوطة الوحيدة لهذا الكتاب والتي كتبت سنة 869 هـ بخط إبراهيم بن علي بن أحمد بن بُرَيد الديري القادري الشافعي المتوفى 880 هـ وهي محفوظة في مدرسة محمدية في مدراس في ولاية تاميل نادو في الهند.

## روابط خارجية
- كتاب أحكام أهل الذمة لشيخ الإسلام ابن قيم الجوزية
- تحميل كتاب أحكام أهل الذمة